# José Aimberê de Almeida
José Aimberê de Almeida, conhecido apenas como J. Aimberê (Anápolis (atual Analândia), 9 de abril de 1904 – Rio de Janeiro, 24 de janeiro de 1944) foi um compositor e pianista brasileiro.

## Carreira
Sua prolífica obra compõe um grande número de peças em muitos gêneros diferentes, de canções e sambas de operetas e burletas. Começou seus estudos de piano muito cedo e aos 18 anos assumiu o lugar de seu professor no cinema Hight Life na Largo do Arouche, praça tradicional da região central da cidade de São Paulo. Mudou-se para Vitória, Espírito Santo, para dirigir uma orquestra de cinema no Teatro Melpômene. Depois de um incêndio que destruiu o teatro, ele começou a escrever canções, entre elas a toada "Jabuticaba" (gravada por Gastão Formenti, em 1929) e o samba "Gosto Muito de Ti" (gravado por Dora Brasil, em 1930). O compositor também escreveu muitos roteiros musicais para revistas como Onde Está o Gato? e, no ano seguinte, a burleta Noite de Reis, parceria com Jô Soares. Em 1931, mudou-se para o Rio de Janeiro, contratado como maestro na Companhia Abgail Maia-Raul Roulien do diretor de cinema e teatro Raul Roulien. Então ele trabalhou, também, como maestro, para a Companhia Genésio Arruda, no show Moinho de Jeca, que incluiu várias de suas composições. Em 1936, compôs "Ganhou, Mas Não Leva", uma revisão com letras de Otávio Rangel e Milton Amaral, e a opereta Sinhô do Bonfim, libreto de Paulo Orlando. No ano seguinte, ele foi contratado como um condutor pela empresa Aldo Garrido, e em 1938 escreveu a opereta Brasil Caboclo (letras de Vicente Marchelli, José Luís Rodrigues Calazans e Humberto Miranda). Posteriormente, duas revistas tiveram suas canções: "A Vida Assim é Melhor" (com Pixinguinha, letra de Paulo Orlando e De Chocolate); e "O que é que a Baiana Tem?", com letras de Henrique Fernandes. Com a Companhia Teatral Casa de Caboclo (criada por Duque em 1932), ele se apresentou internacionalmente.